# Karl Mauch
Karl Gottlieb Mauch (Stetem, 7 de mayo de 1837 - Stuttgart, 4 de abril de 1875) fue un explorador alemán de África. Mauch redescubrió y estudió las ruinas arqueológicas del Gran Zimbabue en 1871 e indirectamente inspiró la novela Las minas del rey Salomón.

## Biografía

### Primeros años
Mauch nació en una familia humilde. Según Ray Howgego, su deseo de conocer el interior de África le llegó tras recibir un atlas por su décimo cumpleaños, donde aparecía en blanco la mayor parte del continente negro. Con quince años tomó la determinación de ir en busca de Ofir, el hogar de la reina de Saba, que él ubicaba en África en vez de Oriente Medio. Basó su conjetura en datos como una descripción de 1571 obra del portugués Vicente Pegado, quien afirmó haber encontrado una ciudad en el interior de la sabana, levantada con muros sin argamasa de ningún tipo.  
El alemán era consciente de que cualquier expedición resultaría para él una dura prueba tanto física como intelectualmente, por lo tanto dedicó once años a prepararse y formarse. Al no poder costear un título universitario, cursó magisterio y ejerció como profesor particular, ahorrando lo que podía. Visitó jardines botánicos y museos de historia natural con el fin de ir adquiriendo conocimientos de botánica y geología entre otros.
Estudió por su cuenta astronomía, medicina y latín, además de aprender inglés, francés y árabe. Por último, no descuidó su forma física y, en una carta a un posible benefactor en 1863, afirmaba dedicarle tiempo a la gimnasia y al empleo de armas de fuego, además de caminar no menos de diez kilómetros al día bajo cualquier condición meteorológica y por cualquier tipo de terreno, a menudo sin comida ni agua.

### Viaje al África
Mauch no logró financiación para su expedición y decidió gastar lo ahorrado en un viaje a Londres para documentarse. Debido a la falta de fondos, debió embarcarse como marinero en Southampton con destino a Durban. En la ciudad sudafricana comenzó la expedición en busca de los datos aportados por Vicente Pegado. Con ayuda de un cazador europeo, el 27 de julio de 1867 descubrió un yacimiento de oro y al día siguiente otro más. Mauch los consideró una pista para dar con el reino de la mítica reina de Saba. Pidió financiación para buscar los restos del famoso reino y afirmó hacerlo en nombre de la recién unificada nación alemana.
Consiguió recursos con los que resistir cuatro años más, pese a las muchas penurias y hambre que padeció. Por fin, el 5 de septiembre de 1871 los miembros de una tribu local le llevaron ante las ruinas del Gran Zimbabue, construidas sin argamasa, como las fenicias. Según el profesor del departamento de Historia de la Universidad de Zimbabue Webber Ndoto (1998, p. 66) fue otro alemán, el cazador Adam Render, quien le llevó hasta el lugar.
Sus narraciones tuvieron cierta repercusión e inspiraron a Henry Rider Haggard para escribir su novela Las minas del rey Salomón. Pero a su vuelta no logró trabajo en ninguna universidad ni museo. Debió trabajar en una fábrica, pese a su depresión y delicado estado de salud, debilitado por las enfermedades contraídas en el trópico. Padecía de múltiples dolores, que le obligaban a beber mucho ante la inacción de los medicamentos. Terminó viviendo en el tercer piso de un hotel desde donde se cayó una noche al quedarse dormido junto a la ventana. Se fracturó la columna vertebral, quedó paralítico y fue ingresado en un hospital de Stuttgart, muriendo poco después. 

## Descubrimiento del Gran Zimbabue
Mauch consideró las ruinas como los restos de la ciudad bíblica de Ofir, la ciudad de donde salió el oro entregado por la reina de Saba al rey Salomón. Para sostener tal afirmación dio seis razones, entre las que destacaban el perfecto labrado de las piedras y un trozo de madera extraído de un dintel, el cual era de un color muy parecido a su lápiz, por lo que concluyó que dicho dintel era de madera de cedro libanés, origen de la cultura fenicia.
Mauch no podía creer que aquellas construcciones pudiesen haber sido realizadas por los antepasados de las tribus locales. Además, cualquier hipótesis que no apuntara a un origen mediterráneo no era bien recibida en aquella época. Mauch fue seguido por otros europeos que, más que excavar, expoliaron el yacimiento, sacando cerámica y otros objetos; sería el caso de W G Neil quien se llevó joyas de oro y cuanto consideró de valor, destruyendo gran cantidad de restos al considerarlos inútiles. Ninguno puso en tela de juicio la hipótesis del alemán. Incluso el primer arqueólogo profesional que visitó el lugar, James Theodore Bent, dictaminó que la construcción fue obra de «una híbrida estirpe local», es decir, africanos hijos de invasores blancos venidos del norte.

## Refutación de su teoría sobre el Gran Zimbabue
Según autores como Ndoto (1998), debido a los paradigmas científicos y culturales del siglo XIX, donde predominaba el eurocentrismo, Mauch y sus contemporáneos no se plantearon la hipótesis de que aquellas ruinas podían haber sido levantadas por africanos, solo por civilizaciones del entorno mediterráneo. Fue necesaria la llegada del siglo XX y de otro egiptólogo inglés, David Randall-MacIver, para comenzar a refutar entre 1905 y 1906 la creencia del origen mediterráneo. Afirmó que los muros no podían ser árabes, debido a su curvatura y geometría. Del mismo modo, los abalorios encontrados, sí lo eran; pero los dató entre los siglos XV y XVI, por lo que no podían tener relación alguna con el rey Salomón.
Las afirmaciones de Randall-MacIver serían corroboradas en 1926 por J. F. Schofield y en 1929 por Gertrude Caton-Thompson, quien profundizaría en este mismo desmentido tras las excavaciones realizadas en las llamadas Ruinas Maound, al otro lado del valle y en frente del recinto. Pero toda esta información fue rechazada por los rodhesianos blancos. Las publicaciones que las contenían fueron censuradas en ese país hasta la definitiva independencia en 1980.